# Квинт Калидий
Квинт Кали́дий (лат. Quintus Calidius) — политический деятель времён Римской республики.
Происходил из плебейского рода Калидиев. Его отцом был монетарий 117 года до н. э. Марк Калидий. В 99 году до н. э. Квинт избирается народным трибуном. Во время исполнения своих полномочий он провел закон о возвращении из ссылки Квинта Цецилия Метелла Нумидийского. Двадцатью годами позже сын последнего помог Калидию получить претуру (79 год до н. э.).
В 82 году до н. э. сенат отправил Калидия к Луцию Лицинию Мурене с устным приказом воздерживаться от нападений на Понт. При этом письменного постановления у него не было, сразу после объявления сената Калидий беседовал с Муреной наедине, и последний войну не прекратил.
В 78—77 годах до н. э. в качестве пропретора Квинт руководил одной из испанских провинций. В 77 году до н. э. по возвращении в Рим, Калидий был привлечен Квинтом Лоллием к суду по обвинению в вымогательстве в провинции. Он был осужден, но понес не слишком строгое наказание (небольшой штраф).